# Calosoma usgentensis
Calosoma usgentensis es una especie de escarabajo del género Calosoma, familia Carabidae. Fue descrita científicamente por Solsky en 1874.
Esta especie se encuentra en Kirguistán y Uzbekistán. 
Mide de 18 a 28 milímetros de largo y es braquíptero.